# Gameorama

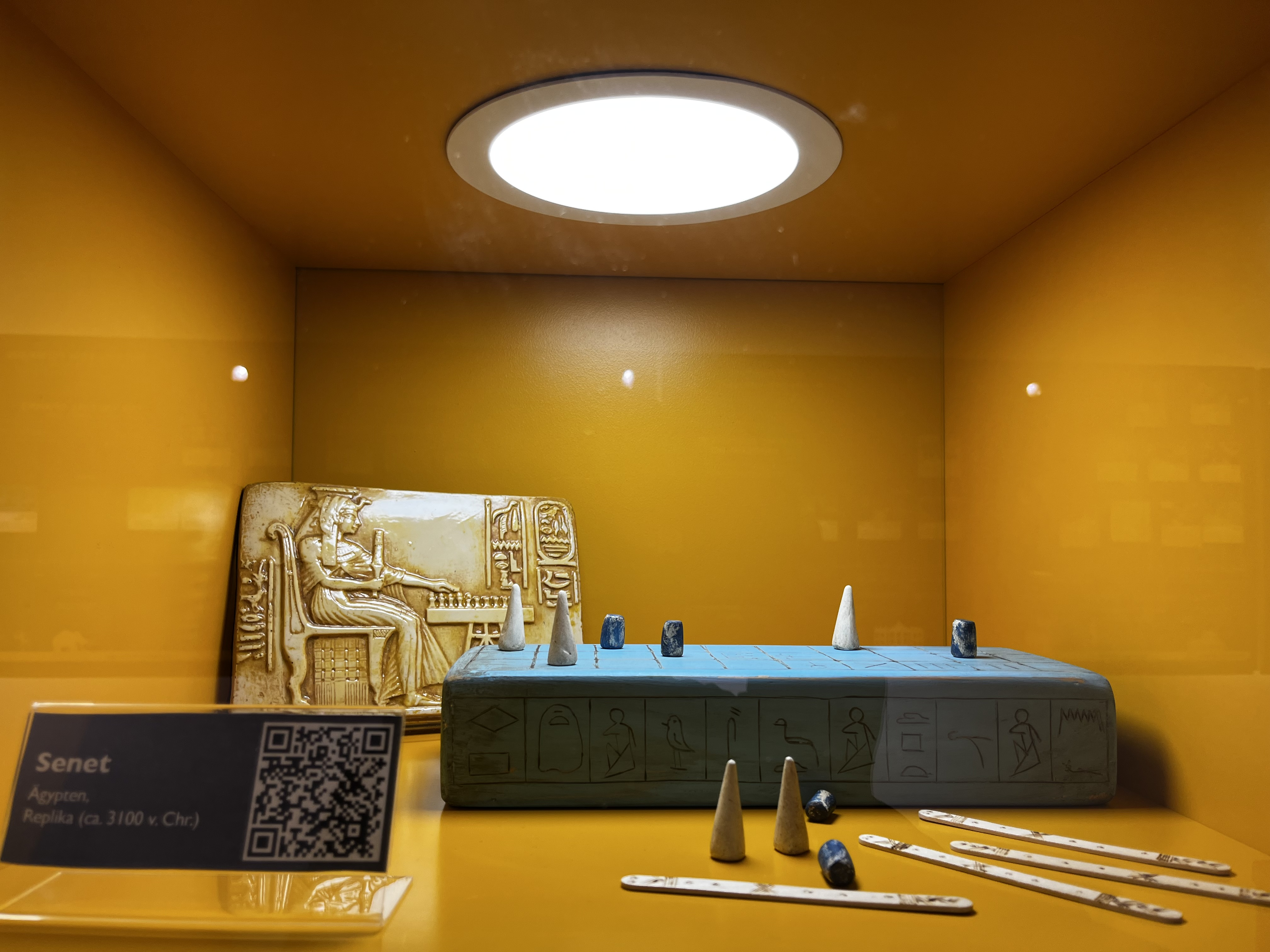
Replika eines altägyptischen Senet-Spiels

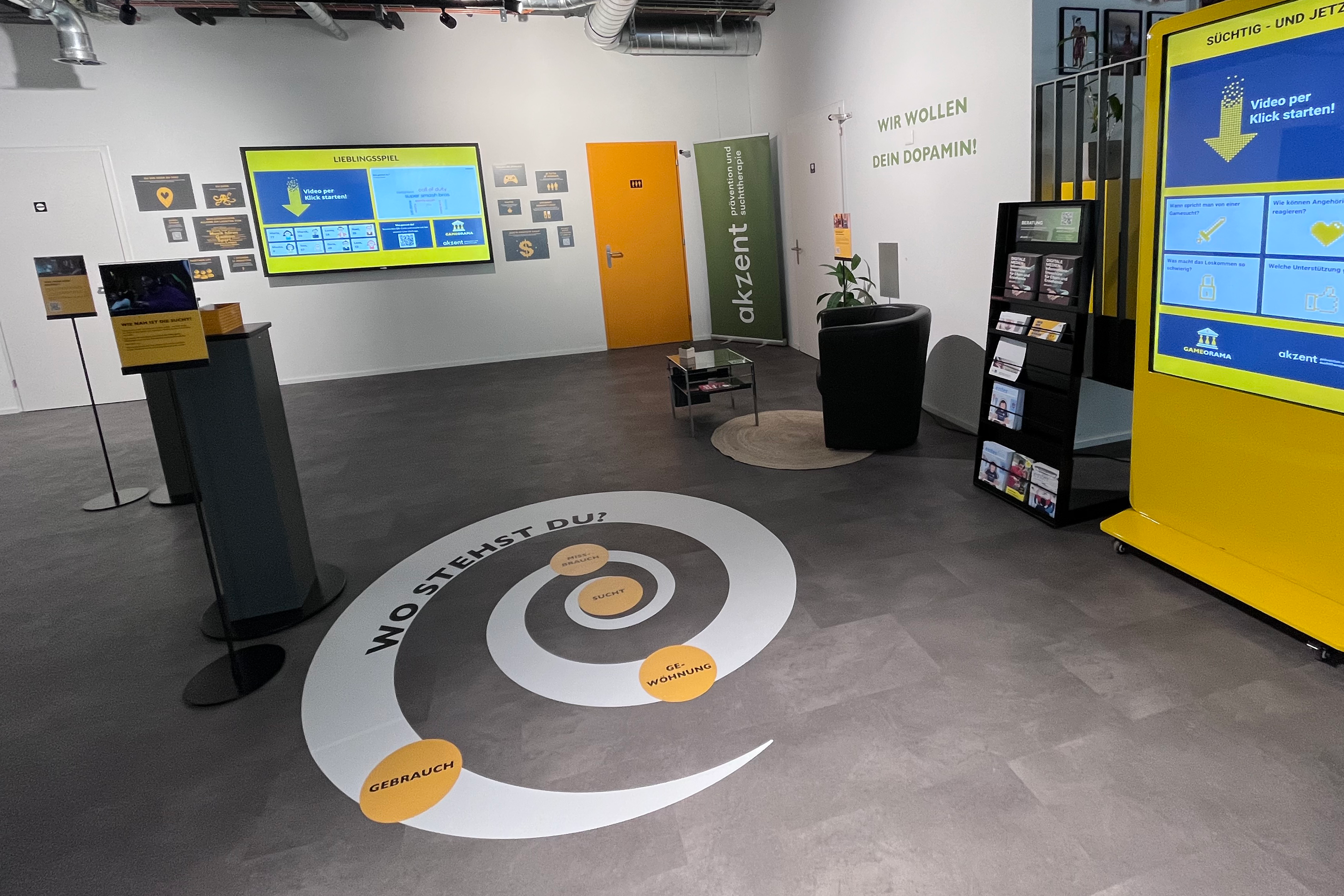
Sonderausstellung «Dopamin spielt mit» (November 2023 bis Juli 2024)

Das Gameorama in Luzern ist das einzige interaktive Spielmuseum der Schweiz. Das Gameorama bewahrt, präsentiert und vermittelt Exponate aus den Bereichen Gesellschaftsspiele, Spielautomaten und Videospiele.

## Exponate
Das Gameorama ist in erster Linie eine Ausstellung, die mehrere Themenwelten (Spiele der Antike, Flipperkästen, Arcade-Automaten, Spielkonsolen, Computerspiele und Pub-Spiele) umfasst. Dazu kommen halbjährlich wechselnde Sonderausstellungen zu verschiedensten Themen rund um die Spielkultur, von denen einzelne Exponate später in die permanente Ausstellung integriert werden.
Das Angebot wird ergänzt durch ein Brettspielcafé mit über 800 Brett- und Kartenspielen, 4 Escape Rooms und eine Virtual-Reality-Arena.

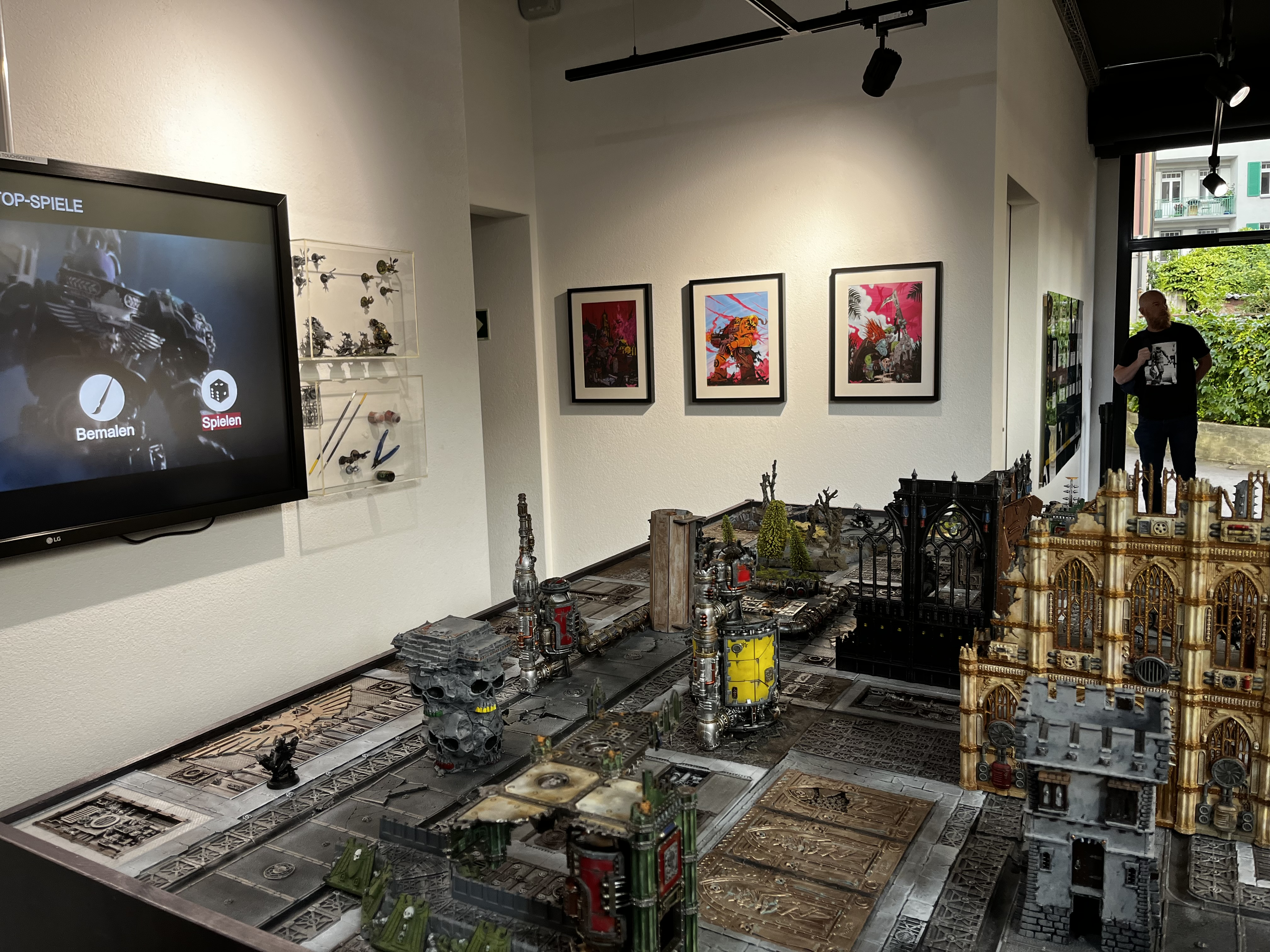
Sonderausstellung Tabletop-Spiele (Juli bis Dezember 2022)

Das Gameorama ist Mitglied beim Schweizer Museumspass, beim Verband der Museen der Schweiz und beim Verein Museen Luzern.

## Finanzierung und Gesellschaftsform
Das Gameorama ist eine inhabergeführte GmbH, die sich nach eigenen Angaben zu 100 % über die selbst erwirtschafteten Einnahmen finanziert.

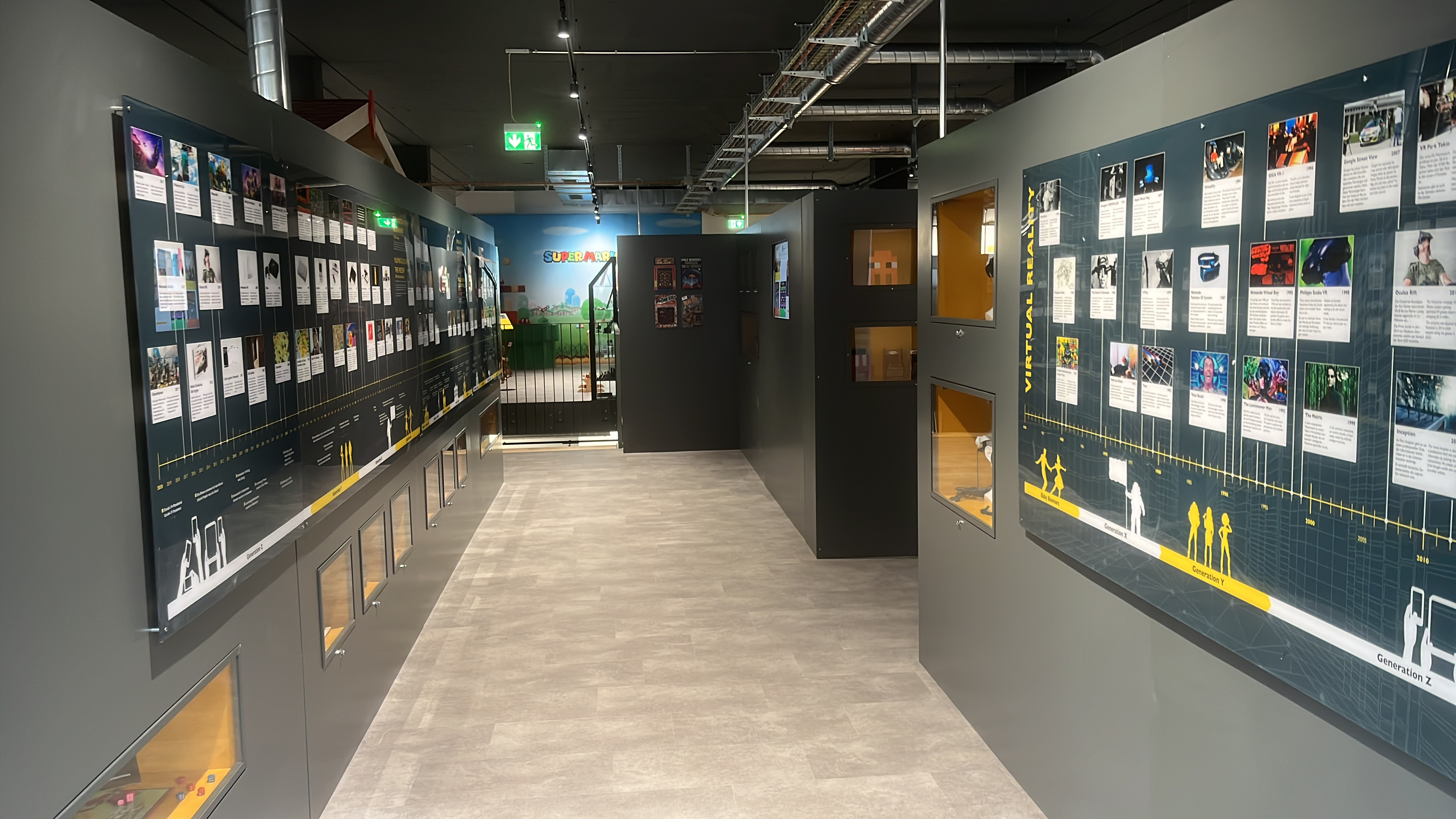
7 Meter lange Timeline, welche die Entwicklung der Spielkultur aufzeigt.

## Geschichte

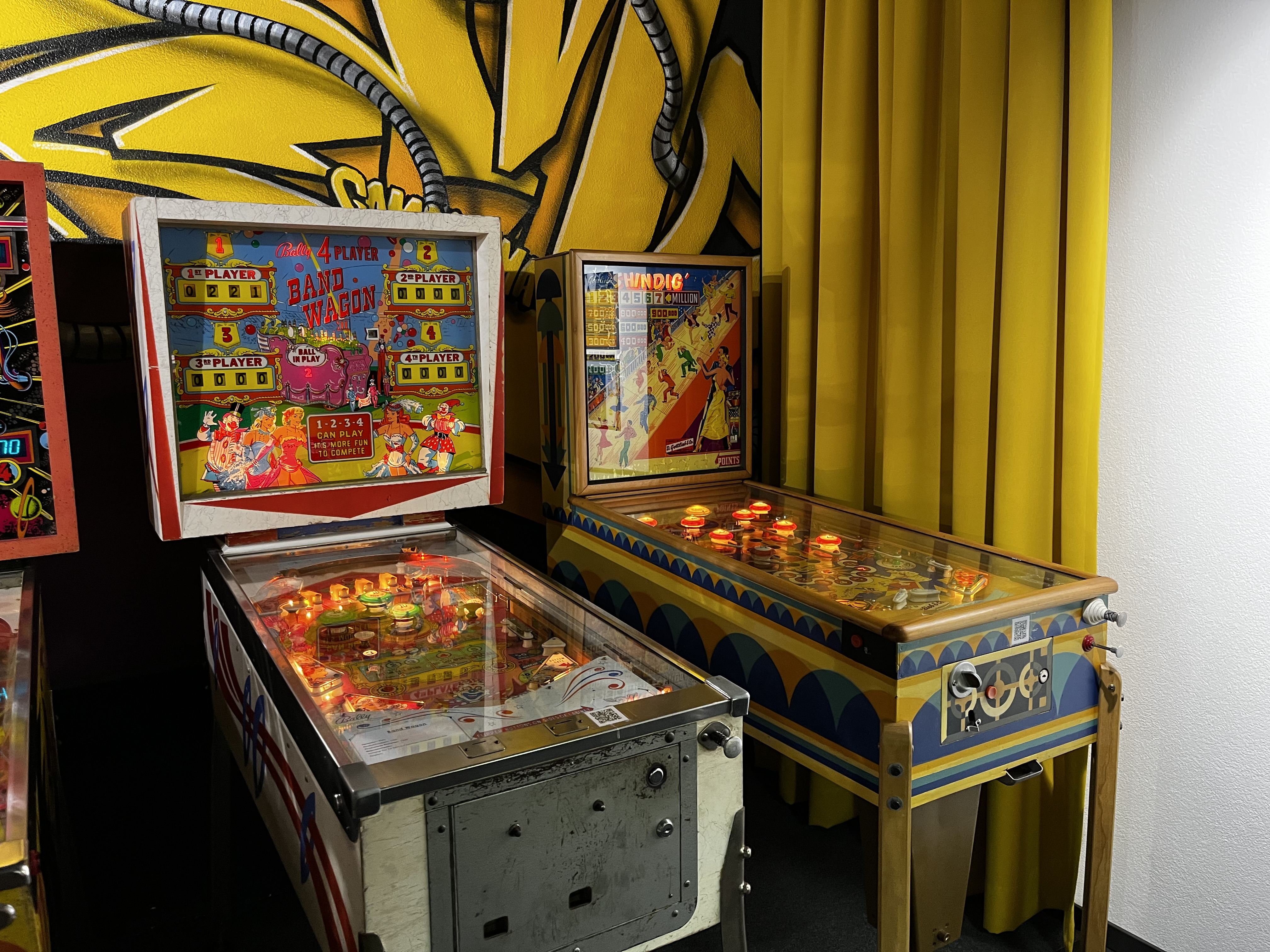
Flipperkästen aus den 50er- und 60er-Jahren

Das Projektteam erarbeitete das Konzept für das Gameorama im Jahr 2018 im Rahmen der Ausschreibung zur Umnutzung des Dreilindenareals der Stadt Luzern. Das Konzept kam in die engere Auswahl, wurde aber nicht berücksichtigt.
Da das Feedback auf das Konzept jedoch sehr positiv war, entschied sich das Team, das Projekt trotz Absage der Stadt Luzern weiterzuverfolgen und einen alternativen Standort zu suchen. 2019 wurde es im Neustadt-Quartier fündig und konnte das Museum am 27. Juni 2020 eröffnen.
Im November 2023 zog das Gameorama in das ehemalige Postgebäude am Hirschengraben 49 um. Der neue Standort wurde am 29. November 2023 eröffnet. In der vergrösserten Ausstellungsfläche werden neu die Themenwelten Handhelds, Geschicklichkeitsspiele, Strategiespiele und Schweizer Spiele ergänzt.